# Puerto Baquerizo Moreno
Puerto Baquerizo Moreno is een stadje op de Galápagoseilanden. Het is de hoofdstad van de Ecuadoraanse provincie Galápagos. Het is een parochie (parroquia) gelegen op het eiland en in het kanton San Cristóbal. De stad ligt aan zuidwestelijke kust van San Cristóbal, het meest oostelijke eiland van de eilandengroep. De stad telt ongeveer 6.700 inwoners, die vooral leven van de visserij en het toerisme. De stad beschikt over een van de twee luchthavens van de Galápagoseilanden, die voor verbindingen zorgt van en naar het vasteland. De stad is tevens de tweede Ecuadoraanse marinebasis, daarom is een deel van de haven een militaire zone. De naam van de stad komt van de voormalig president Alfredo Baquerizo Moreno (1859 - 1951).
In de stad bevindt zich een klein natuurhistorisch museum en een kathedraal. Het Centro de Interpretación is een klein museum gelegen in de buurt van Playa Mann en biedt informatie over het eiland en Galápagos in het algemeen. De kliffen van Cerro Tijeretas (waar veel fregatvogels leven), 3 km van het centrum, bieden uitzicht op onder andere de Grote Oceaan.
Er zijn vier stranden in de buurt van de stad:
- Playa Punta Carola, populair bij surfers vanwege de hoge golven.
- Playa Mann, tegenover de universiteit van de stad.
- Playa de Oro[2][bron?]
- Playa de los Marinos, een populaire verblijfplaats voor zeeleeuwen

In Loberia, een beschermd kustgebied achter het vliegveld dat twee km van het centrum ligt, verblijven veel zeeleeuwen, fregatvogels en pelikanen. De dieren zijn overal. De zeeleeuwen leven met de bewoners van de haven en het dorpsplein. Bij een gemiddelde watertemperatuur van 20° C zijn er zeeschildpadden, zee-egels en giftige vissen te vinden in het water, met name in droge seizoenen.
Er loopt één weg uit Puerto Baquerizo Moreno, in de richting van een agrarisch gebied en de dorpen El Progreso en La Soledad. Het zorgt ook voor verbindingen met toeristische trekpleisters op het eiland, zoals het vulkanische meer van El Junco en het semi-natuurlijke Galapaguera (reservoir voor reuzenschildpadden).
De toeristische industrie groeit snel en de stad is een poort naar andere eilanden. Over zee, met cruiseschepen of waterbussen, en door de lucht is het mogelijk om naar andere eilanden te reizen.